# Francisco Asenjo Barbieri
Francisco Asenjo Barbieri (Madrid, 3 de agosto de 1823-Madrid, 19 de febrero de 1894) fue un compositor y musicólogo español, autor principalmente de zarzuelas. Barbieri es honrado como el creador de un teatro musical característicamente español.

## Vida y obra
Su infancia transcurrió entre las paredes del Teatro de la Cruz, donde su abuelo materno había ejercido de alcaide. Ingresó en el Conservatorio de Madrid donde estudió con Pedro Albéniz (piano), Baltasar Saldoni (canto), Pedro Broca (clarinete) y Ramón Carnicer i Batlle (composición).
Ingresó como clarinete en una banda de la Milicia Nacional, y se vinculó a una compañía de ópera italiana, para la que escribió la ópera Il Buontempone, que el fracaso económico de la compañía le impidió estrenar; ejerció de crítico y fue apuntador del teatro del Real Palacio, cuya efímera existencia le impidió prosperar. Fundó una revista de música, La España musical, donde surgió su interés por la naciente ciencia de la musicología, de la que fue, junto con Felipe Pedrell, el primer representante en España. 
Participó en las polémicas sobre la «ópera nacional», tan en boga en la década de 1840, y finalmente se sumó a las iniciativas de teatro musical en castellano que desembocarían en el espectacular renacimiento de la zarzuela, fundando con Gaztambide, Ynzenga, Hernando y Oudrid la Sociedad Artística, que consolidó el género. En octubre de 1856, tras la incorporación de Emilio Arrieta a la entidad, se creó el Teatro de la Zarzuela de Madrid, en la calle de Jovellanos. 
Durante estos años de dedicación teatral escribió más de setenta zarzuelas. Entre los títulos sobresalen: Gloria y Peluca (1850), Jugar con fuego (1851), Todos son raptos (1851), El marqués de Caravaca (1853), Los diamantes de la corona (1854), El sargento Federico (junto con Gaztambide, 1855), Mis dos mujeres (1855), El diablo en el poder (1856), Un tesoro escondido (1861), Pan y toros (1864), El barberillo de Lavapiés (1874) y El señor Luis el tumbón (1891). 
También cultivó Barbieri otros géneros musicales. En 1884 puso música al himno Visca la pau, con texto del poeta catalán Apeles Mestres, y el motete Versa est Luctum. 
Barbieri escribió multitud de artículos y reunió un importante archivo de documentación musical que ha sido publicado por la Sociedad de Autores en años recientes. Redactó el importante prólogo de la Crónica de la ópera italiana en Madrid, de Luis Carmena y Millán (1878), donde puso las bases de la historia del género italiano en Madrid. Publicó, entre otros documentos musicales de primer orden, El cancionero de Palacio; investigó y reconstruyó parte de la biografía de Antonio Eximeno, el más importante musicólogo español, de quien editó su novela satírica y musicológica Don Lazarillo Vizcardi. Por lo demás, fue académico de Bellas Artes al crearse la Sección de Música en esta institución. 
En 1892 se incorpora como miembro a la Real Academia Española; su discurso de ingreso llevó el título "La música de la lengua castellana". Hasta el fin de su vida polemizó en defensa de una formación musical más específicamente española en los conservatorios, y en especial en el Madrid. Se encuentra sepultado, junto con su esposa Joaquina Peñalver, en el mausoleo conjunto de Goya, Meléndez Valdés, Donoso y Moratín de la Sacramental de San Isidro de la capital.

## Zarzuelas
A continuación se clasifican la mayoría de las zarzuelas estrenadas por Francisco Asenjo Barbieri:
| Año  | Obra                                                                                             | Tipo de obra             | Libretista                                      |
| ---- | ------------------------------------------------------------------------------------------------ | ------------------------ | ----------------------------------------------- |
| 1850 | Gloria y peluca                                                                                  | Zarzuela (1 acto)        | José de la Villa del Valle                      |
| 1850 | Tramoya                                                                                          | Zarzuela (1 acto)        | José Olona                                      |
| 1850 | Escenas en Chamberí (en colaboración con Joaquín Gaztambide, Rafael Hernando y Cristóbal Oudrid) | Zarzuela (1 acto)        | José Olona                                      |
| 1850 | La picaresca (en colaboración con Gaztambide)                                                    | Zarzuela (2 actos)       | Carlos García Doncel y Eduardo Asquerino        |
| 1851 | Jugar con fuego                                                                                  | Zarzuela (3 actos)       | Ventura de la Vega                              |
| 1851 | Por seguir a una mujer viaje (en colaboración con Gaztambide y Hernando)                         | Zarzuela (4 escenas)     | José Olona                                      |
| 1852 | El Manzanares                                                                                    | Zarzuela (1 acto)        | Mariano Pina y Bohigas                          |
| 1852 | Gracias a Dios que está puesta la mesa!                                                          | Zarzuela (1 acto)        | José Olona                                      |
| 1853 | El marqués de Caravaca                                                                           | Zarzuela (2 actos)       | Ventura de la Vega                              |
| 1853 | Don Simplicio Bodadilla (en colaboración con Gaztambide, Hernando y José Inzenga)                | Zarzuela (3 actos)       | Manuel Tamayo y Baus y Victorino Tamayo y Baus  |
| 1853 | Galanteos en Venecia                                                                             | Zarzuela (3 actos)       | José Olona                                      |
| 1854 | Aventura de un cantante                                                                          | Zarzuela (1 acto)        | José María Gutiérrez de Alba                    |
| 1854 | Los diamantes de la corona                                                                       | Zarzuela (3 actos)       | Francisco Camprodón según Eugène Scribe         |
| 1855 | Mis dos mujeres                                                                                  | Zarzuela (3 actos)       | Luis Olona                                      |
| 1855 | Los dos ciegos                                                                                   | Zarzuela (1 acto)        | Luis Olona                                      |
| 1855 | El sargento Federico (en colaboración con Gaztambide)                                            | Zarzuela (4 actos)       | José Olona                                      |
| 1855 | El vizconde                                                                                      | Zarzuela (1 acto)        | Francisco Camprodón                             |
| 1856 | El diablo en el poder                                                                            | Zarzuela (3 actos)       | Francisco Camprodón                             |
| 1857 | El relámpago                                                                                     | Zarzuela (3 actos)       | Francisco Camprodón                             |
| 1857 | El sargento Federico (en colaboración con Gaztambide)                                            | Zarzuela (4 actos)       | Luis Olona                                      |
| 1858 | Amar sin conocer (en colaboración con Gaztambide)                                                | Zarzuela (3 actos)       | José Olona                                      |
| 1858 | Un caballero particular                                                                          | Zarzuela (1 acto)        | Carlos Frontaura                                |
| 1858 | Por conquista                                                                                    | Zarzuela (1 acto)        | Francisco Camprodón                             |
| 1859 | El robo de las sabinas                                                                           | Zarzuela (2 actos)       | Antonio García Gutiérrez                        |
| 1859 | Entre mi mujer y el negro                                                                        | Zarzuela (2 actos)       | Luis Olona                                      |
| 1859 | El niño                                                                                          | Zarzuela (1 acto)        | Mariano Pina Domínguez                          |
| 1861 | Un tesoro escondido                                                                              | Zarzuela (3 actos)       | Ventura de la Vega                              |
| 1862 | El secreto de una dama                                                                           | Zarzuela (3 actos)       | Luis Rivera                                     |
| 1863 | Dos pichones del Turia                                                                           | Zarzuela (1 acto)        | Rafael María Liern                              |
| 1864 | Pan y toros                                                                                      | Zarzuela (3 actos)       | José Picón                                      |
| 1866 | Gibraltar en 1890                                                                                | Zarzuela (1 acto)        | José Picón                                      |
| 1867 | Un tesoro escondido                                                                              | Zarzuela (3 actos)       | Ventura de la Vega                              |
| 1868 | El pan de la boda                                                                                | Zarzuela (2 actos)       | Francisco Camprodón                             |
| 1869 | Le trésor caché                                                                                  | Zarzuela (3 actos)       | Ventura de la Vega                              |
| 1870 | Robinsón                                                                                         | Zarzuela (3 actos)       | Rafael García Santisteban                       |
| 1871 | Los holgazanes                                                                                   | Zarzuela (3 actos)       | José Picón                                      |
| 1871 | Don Pacífico (o «El dómine irresoluto»)                                                          | Zarzuela (1 acto)        | Antonio María Segovia                           |
| 1871 | El hombres es débil                                                                              | Zarzuela (1 acto)        | Mariano Pina Domínguez                          |
| 1872 | Sueños de oro                                                                                    | Zarzuela (3 actos)       | Luis Mariano de Larra                           |
| 1873 | Los comediantes de antaño                                                                        | Zarzuela (3 actos)       | Mariano Pina y Bohigas                          |
| 1873 | El matrimonio interrumpido                                                                       | Zarzuela (1 acto)        | Miguel Pastorfido                               |
| 1874 | El barberillo de Lavapiés                                                                        | Zarzuela (3 actos)       | Luis Mariano de Larra                           |
| 1874 | El domador de fieras                                                                             | Zarzuela (1 acto)        | Ramos Carrión y Campo-Arana                     |
| 1875 | La vuelta al mundo                                                                               | Zarzuela (3 actos)       | Luis Mariano de Larra                           |
| 1876 | Chorizos y polacos                                                                               | Zarzuela (3 actos)       | Luis Mariano de Larra                           |
| 1876 | La confitera                                                                                     | Zarzuela (1 acto)        | Mariano Pina y Bohiga                           |
| 1876 | Juan de Urbina                                                                                   | Zarzuela (3 actos)       | Luis Mariano de Larra                           |
| 1877 | Artistas para La Habana                                                                          | Zarzuela (1 acto)        | Rafael Maria Liern y Augusto E. Mandan y García |
| 1877 | Los carboneros                                                                                   | Zarzuela (1 acto)        | Mariano Pina y Bohigas                          |
| 1878 | El triste Chactas                                                                                | Zarzuela (1 acto)        | Pedro María Barrera                             |
| 1879 | Los chichones                                                                                    | Zarzuela (1 acto)        | Mariano Pina y Bohigas                          |
| 1880 | ¡A Sevilla por todo!                                                                             | Zarzuela (2 actos)       | Javier de Burgos                                |
| 1881 | Anda, valiente                                                                                   | zarzuela                 | Mariano Pina Bohigas                            |
| 1883 | Sobre el canto de Ultreja                                                                        | Zarzuela (1 acto)        | Flores Laguna                                   |
| 1884 | De Getafe al paraíso (o «La familia del tío Maroma»)                                             | Sainete Lírico (2 actos) | Ricardo de la Vega                              |
| 1884 | Hoy sale, hoy...! (en colaboración con Federico Chueca)                                          | Zarzuela (1 acto)        | Tomas Luceño y Javier de Burgos                 |
| 1884 | Los fusileros                                                                                    | Zarzuela (3 actos)       | Mariano Pina Domínguez                          |
| 1885 | Novillos en polvoranca (o «Las hijas de Paco Ternero»)                                           | Zarzuela (1 acto)        | Ricardo de la Vega                              |
| 1891 | El señor Luis el Tumbón (o «Despacho de huevos frescos»)                                         | Zarzuela (1 acto)        | Ricardo de la Vega                              |
| -    | La vuelta al mundo                                                                               | Zarzuela (4 actos)       | Luis Mariano de Larra                           |

## Curiosidades

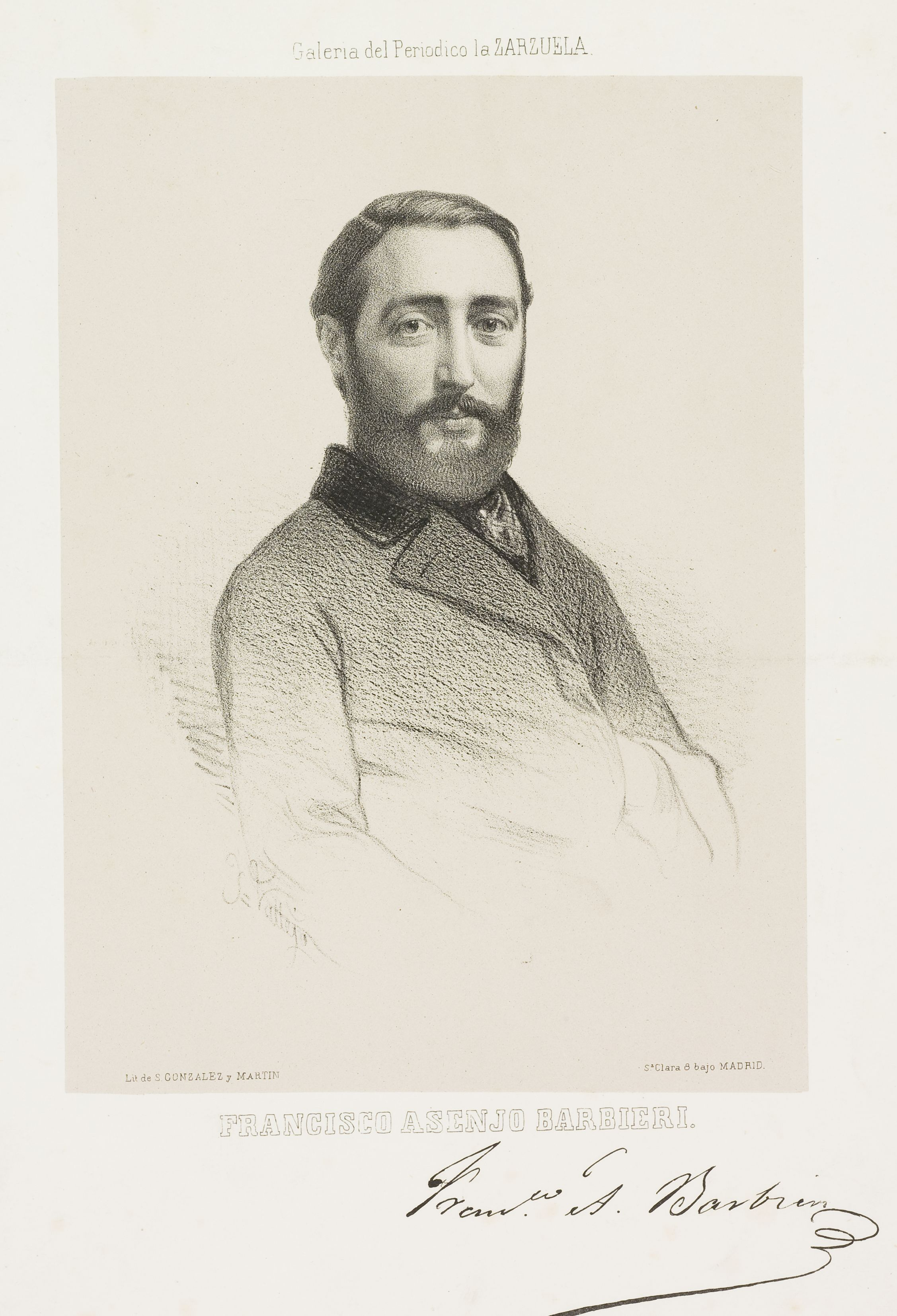
Barbieri

En su infancia Barbieri ya era descrito como un niño de fuerte personalidad, hasta el punto de que su abuelo decidió internarlo en el convento de los trinitarios de Santa Cruz de la Zarza (Toledo). Allí estudió latín, retórica, poética, y fue donde se gestó la base del escritor, crítico, bibliófilo, dominador de latines y de literatura española, de lo que hizo gala durante el resto de su vida.
Detalle curioso de la vida del compositor fue el haber sido madrina suya una hija del famoso músico y tonadillero Blas de Laserna. Parece como si le hubiese transmitido el don de la música, puesto que el joven Asenjo (más tarde usará con preferencia el apellido Barbieri, de sonido italiano y por lo tanto «más musical») abandonó otras carreras de «mayor provecho» por la música. Francisco Asenjo Barbieri figura en la Lista de los autores encargados de la redacción del Diccionario Enciclopédico Hispano-Americano de Literatura, Ciencias y Artes publicado por Montaner y Simón en Barcelona entre 1887 y 1899 por "Instrumentos de música populares en España". Fue igualmente una figura destacada dentro de la cultura gastronómica de la época, citado por muchos autores.
También destaca como curiosidad su afán por dominar el arte de la zanfoña y el elevado número de piezas que escribió para este instrumento. Además, por último, cabe destacar su gusto por el motete.
Barbieri legó su colección bibliográfica a la Biblioteca Nacional de España. En su honor la sala de lectura del Departamento de Música y Audiovisuales (DMA) se llama Sala Barbieri.